# Liubomiras
Liubomiras ist ein männlicher litauischer Vorname, abgeleitet von Ljubomir.

## Herkunft und Bedeutung
Der Name ist erst seit dem 19. Jahrhundert in verschiedenen slawischen Sprachen verbreitet.
Er leitet sich von ljuba Liebe und mir als Endung slawischer Namen wie Wladimir oder Krešimir ab. Diese kommt vom germanischen -mer und bedeutete berühmt, sagenhaft.

## Personen
- Liubomiras Gradauskas (1929–2012), Radiologe und Professor